# منطقه حفاظت‌شده پترگان
منطقهٔ حفاظت‌شدهٔ پترگان یک منطقهٔ حفاظت‌شده با مساحت ۱۲۶۹۱۴ هکتار است که در استان خراسان جنوبی در ایران قرار دارد. این منطقهٔ حفاظت‌شده طبق مصوبهٔ شمارهٔ ۸۰۰ در تاریخ ۹۹/۱۱/۰۶ در فهرست مناطق تحت حفاظت سازمان محیط زیست ایران قرار گرفت.